# Михиракула
Михиракула (Mihirakula, кит. 大族王, яп. Daizoku-o) был правителем эфталитов (белых гуннов) в Индии. Он был сыном Тораманы, основателя владычества эфталитов в Индии. Правил своей ордой с 515 по 530 год.
«Описание Западных областей» Сюаньцзана (VII век) рассказывает о Михиракуле как о хорошем правителе, начавшем завоевания соседних территорий. Одна из его надписей в Гвалиоре, датированная 15-м годом правления, указывает на то, что его владычество простиралось как минимум до Гвалиора. Михиракула потерпел поражение от Аюликарского царя Малавы Ясодхарма в 528 году, и от императора Гуптов Нарасимхагупта Баладитья. К 533 году Михиракула был вынужден покинуть равнины северной Индии, ища убежища в Кашмире со столицей в Сиялкоте, где, предположительно, он и умер от болезни в 533 году.
В индуистской традиции Михиракула изображался как жестокий деспот. Джавахарлал Неру писал о нём:

Михиракула отличался ещё более дикой свирепостью и коварной жестокостью. Калхана рассказывает в своей истории Кашмира — «Раджатарангини», что одним из излюбленных развлечений Михиракулы было сбрасывать слонов на дно глубоких пропастей. Его зверства, в конце концов, всколыхнули Арьяварту, и арии под главенством Баладитьи из династии Гуптов и Яшодхармана, одного из правителей Центральной Индии, нанесли поражение гуннам и захватили в плен Михиракулу. Но в отличие от гуннов Баладитья был по-рыцарски благороден: он отпустил Михиракулу и велел ему покинуть страну. Михиракула укрылся в Кашмире и впоследствии предательски напал на Баладитью, поступившего с ним столь великодушно.
— Неру Дж. Взгляд на всемирную историю. Том 1. — М., 1981. — Стр. 165.

## Этимология
Согласно Яноша Харматта имя «Михиракула», скорее всего, имеет иранское происхождение и может иметь значение «Рожденный Митрой». По словам Гарольда Уолтера Бэйли: «Такое имя, как Торамана и имя его сына Михиракула, интерпретируемые северноиранскими (а не западноиранскими), явно иранские».